# 2018年克赤海峽衝突
2018年刻赤海峡衝突发生在2018年11月25日，当时一艘俄罗斯货船拦截了3艘乌克兰海军艦隻，阻止其通過橫跨刻赤海峽的克里米亞大橋。俄罗斯在其吞并的克里米亚附近向三艘乌克兰艦隻开火并強行登上船隻，扣押船隻和船員们。两艘炮艇和一艘拖船在追逐中被俄罗斯特种部队俘获，衝突導致六名乌克兰船员受伤。
事件引發烏方強烈回應，當日稍後，乌克兰总统波罗申科就签署戒严法令，并送交议会批准。11月28日起，為期30日的戒嚴令正式生效，國家進入備戰狀態，介乎16歲至60歲的俄羅斯公民被禁止入境烏克蘭。報道指乌克兰国家安全和防务委员会秘书长亞歷山大·圖奇諾夫表示事件是战争行为，並指出在俄罗斯一方的边界附近发现了活躍的军事准备活动。
2019年3月17日，美国、加拿大与欧盟对六名俄罗斯人和八个实体就刻赤海峡冲突追加制裁。

## 事件经过
2014年烏克蘭革命後俄羅斯聯邦併吞克里米亞，俄羅斯的合併行動被全球多國譴責，且不被聯合國承認。而克赤海峽則連接亞速海和黑海，此乃唯一一條進出烏克蘭東部港口城市（如馬里烏波爾）的海路，衝突事發海域的爭議性極大。 
- 根據俄羅斯當局的說法：「接近刻赤海峽的烏克蘭船隻無視俄羅斯邊防人員的一再要求（包括從領海撤出），違反了通過海峽的程序，進行了危險的機動，沒有和俄方進行聯繫[11]。」
- 烏克蘭當局則主張：「已經事先發出了通過海峽的通知，船隻與俄羅斯有關當局取得了聯繫，但未收到任何答复。烏克蘭還提到了2003年俄羅斯聯邦和烏克蘭關於合作使用亞速海和刻赤海峽的協定[12]所規定的烏克蘭在海峽的船隻的自由航行權，並且不承認克里米亞沿海属于俄羅斯的領海[13]。」

乌克兰指控俄罗斯在刻赤海峡向船隻開火後非法扣押三艘船，包括Gyurza-M级炮艇别尔江斯克号、尼科波尔号以及亚内·卡布号拖船。俄羅斯亦阻止乌克兰民用船隻通過刻赤海峡。
俄罗斯没有立即或直接回应指控，但俄罗斯新闻机构援引联邦安全局的话表示有确凿的证据证明乌克兰幕後策劃「挑釁性」衝突，并将很快公布证据。乌克兰总统彼得·波罗申科立刻召集军方和安全部门的高级官员开会讨论目前局势。
这场衝突發生前，俄罗斯在刻赤海峽大橋下方放置一艘货船，阻止船隻进入亞速海。乌克兰海军意圖進入亞速海但失敗告終，其之後在社交媒体上表示两名乌克兰船员在扣押行动中受伤，指控俄罗斯在海軍返航時仍然襲擊他們。 海軍亦在Facebook上发帖称Gyurza-M级炮艇别尔江斯克号等船隻均受损。海軍表示「在离开12英里范围后，俄羅斯聯邦安全局向隶属于......乌克兰武装部队的船队开火」。两国官员都指责对方的挑衅行为。
事件中两艘俄罗斯船在撞击亚内·卡布号拖船期間受損，其中一艘俄罗斯船因撞击另一艘俄罗斯船而受损。
較早前，俄罗斯边防部门指责乌克兰没有提前通知俄罗斯有關海軍的航程，基辅政府对此予以否认。俄罗斯还表示，乌克兰军舰一直在进行危险的部署，无视俄罗斯的指示，目的是挑起紧张局势。俄罗斯政界人士谴责基辅政府，称这一事件看起来像是乌克兰总统波罗申科为了在明年大选之前提高自己的支持率而精心策划的一場衝突。
11月26日上午，俄羅斯在刻赤俘獲的乌克兰船只的照片被公開 。照片中的俄罗斯军人正试图隱藏船只。
11月26日，根据APK-Inform提供的信息，烏克蘭的商業港口正常運作，刻赤海峡亦恢复民用航运。
根据情报，在刻赤海峡衝突中受傷的乌克兰海军军人未有生命危險，情況穩定。衝突導致六名乌克兰士兵受伤。
2019年3月17日，美国、加拿大与欧盟对六名俄罗斯人和八个实体就刻赤海峡冲突追加制裁。
2019年7月25日，乌克兰国家安全局于敖德萨州伊斯梅尔扣留了俄罗斯油轮“尼卡精神”号（Nika Spirit），乌克兰方面称该油轮曾在2018年克赤海峽衝突中参与阻挡乌克兰海军舰艇航行，并协助俄罗斯边防军扣留3艘乌克兰舰船以及22名乌克兰士兵、2名乌国家安全局工作人员。
2019年8月30日，被俄羅斯扣押的24名烏方人員回到烏克蘭。
2019年11月17日，俄罗斯开始向乌克兰转交在刻赤海峡冲突中扣留的乌方船只。但在烏克蘭接收船隻後，乌克兰海军司令抱怨这些舰艇遭到損壞。俄罗斯联邦安全局則稱船隻移交給烏克蘭時是完好無損的，若有設施破壞則是烏方運輸期間自己造成的。

## 战斗序列

### 俄罗斯
| 苏兹达列夫号小型反潜舰 | 格里莎级护卫舰              | | 未知                 | 0 | 0 | 0 |          |
| 顿河号                 | 745P型边防巡逻拖船          | 2 × 30mm AK-230M 或 AK-306 | O. Salyaev中校       | 0 | 0 | 0 | 轻微受损 |
| “祖母绿”号（Изумруд）  | 22460型“红宝石”级边防巡逻舰 | 1 x 30mm AK630M, 2 x 12.7mm MG, 8 Igla SAM 1座AK-630型6管火炮发射装置和2座“绞线”机枪，人员编制20人。艇尾设有滑道用于收放充气艇，同时艇上设有卡-226轻型直升机起降坪，并设有折叠式机库。                | Andriy Shipitsyn少校 | 0 | 0 | 0 | 轻微受损 |
| 扎哈尔宾海军中将号     | 第四代266-M型远洋扫雷舰     | 2部SA-N-5／8“圣杯”四联装防空导弹发射装置，2座双联装30毫米/65 AK-230炮；2座双联装25毫米/80炮；2部RBU-1200 5管固定式反潜火箭发射装置；2部GKT-2触发式扫雷装置，1部AT-2水声扫雷装置，1部TEM-3磁性扫雷具。 | 未知                 | 0 | 0 | 0 |          |
| 未知                   | 12150型“獴”级高速截击艇     | 1挺12.7毫米重机枪 | 未知                 | 0 | 0 | 0 | 多艘在场 |
| 未知                   | 12200型“紫貂”级巡逻艇       | 1 × 14.5 mm 机枪, 2 x 9K38 Igla防空导弹, 1 x 30 mm榴弹发射器 | 未知                 | 0 | 0 | 0 | 多艘在场 |
| 未知                   | 1204型“大黄蜂”级炮艇        | 一座PT-76水陆坦克的76毫米火炮炮塔和一座双联装14.5毫米机枪，另外还包括17管的BM-14火箭炮和“箭”-2M防空导弹等                                                                                             | 未知                 | 0 | 0 | 0 | 两艘在场 |
| 总伤亡：未报告         |                             | |                      |   |   |   |          |

### 乌克兰
| 别尔江斯克号P175            | Gyurza-M级炮艇      | 2x 30mm 快炮, 2 x 30 mm榴弹发射器, 4 x 反坦克导弹, 2 x 7.62mm 机枪, 9K38 Igla 防空导弹 | Roman Mokryak中校     | 0 | 未知 | 未知 | 受损、被俘 |
| 尼科波尔号P176              | Gyurza-M级炮艇      | 2x 30mm 快炮, 2 x 30 mm榴弹发射器, 4 x 反坦克导弹, 2 x 7.62mm 机枪, 9K38 Igla 防空导弹 | Bohdan Nebylytsia中校 | 0 | 未知 | 未知 | 被俘       |
| 亚内·卡布号拖船U947         | 498型土星级港湾拖船 | 2 x 14.5mm 机枪                                                                        | Oleh Melnychuk大士    | 0 | 未知 | 未知 | 受损、被俘 |
| 总伤亡: 3 - 6 受伤, 24 被俘 |                     |                                                                                        |                       |   |      |      |            |

## 反应

烏克蘭戒嚴令的實施範圍

### 涉事國家
- 乌克兰：基辅国家安全委员会在周日确认：乌克兰总统已经召开战争内阁。乌克兰呼吁联合国安理会就俄罗斯的袭击事件召开紧急会议。[34]
- 俄羅斯：俄罗斯联邦安全局将衝突归咎于乌克兰，称「无可辩驳」的证据将很快公諸於世。[35]国家杜马副主席彼得·奥列戈维奇·托尔斯泰（Pyotr Olegovich Tolstoy）在 Facebook上警告「乌克兰傀儡政府冒著危險，意圖引爆大规模军事冲突。」[36]
  -  克里米亞共和國：克里米亚首長謝爾蓋·阿克肖諾夫表示：「今天，乌克兰军舰非法越过俄罗斯边境，公然违反国际法准则。我确信基辅政权的西方金主是这次挑衅的幕后推手，欧美政治家最近几个月对亞速海局势的憂慮看起来不仅仅是巧合。乌克兰被利用加劇緊張局勢，是一个被剥夺了主权并被外部勢力統治的国家。」[37]

### 国际
- ：澳洲駐烏克蘭大使館在推特上表示：「澳洲对亞速海的事态发展表示关切。我们完全支持乌克兰的主权和领土完整，呼吁俄罗斯恢复刻赤海峡的航行权。」[38]
- 加拿大：加拿大外交部在推特上表示：「我们呼吁俄罗斯立即緩和緊張局勢，释放被俘的船只和船員，并恢复正常的海上交通。」[39]
- 欧盟：欧盟在25日呼吁俄罗斯和乌克兰「力行克制，缓和黑海局势。」[40]翌日，欧洲理事会主席唐纳德·图斯克在推特上「谴责俄罗斯在亞速海使用武力」，「俄罗斯当局必须釋放並遣返乌克兰船员和船只，避免进一步的挑衅行为」，又指「欧洲将继续团结一致支持乌克兰。」[41]
  -  爱沙尼亚：总理尤里·拉塔斯呼吁政府安全委员会召开特别会议，讨论俄罗斯在黑海及附近地区对乌克兰采取的行动，并表示「在刻赤海峡发生的事件严重违反国际法。」[42]
  -  丹麦：外交部长安诺斯·萨穆埃尔森表示：「丹麦明确无误地支持乌克兰，我们敦促俄罗斯停止侵略。我们必须设法缓和局势，而俄罗斯对此负有重大责任。」[43]
  -  法國：外交部在一份声明中表示：「俄罗斯似乎没有理由使用武力」，并补充「我们敦促俄罗斯尽快释放乌克兰船员，并交还被扣押的海军舰艇。」[44]
  -  德国：外交部长海科·馬斯在推特上敦促双方缓和冲突，又指「乌克兰的事态发展令人担忧。」[45]
  -  波蘭：外交部表示：「我们强烈谴责俄罗斯的侵略行为，我们呼吁（俄羅斯）领导人尊重国际法。」[46]
- 土耳其：外交部在一份声明中表示：「作为一个黑海沿岸国家，我们强调船只不應被阻止通过刻赤海峡。」[47]
- 北约：发言人奥阿纳·伦格斯库（Oana Lungescu）表示：「北约正在密切监视亞速海和刻赤海峡的事态发展，我们正在与乌克兰当局接触。 我们呼吁克制和降低事态升级。」[48]
- 美国：美国驻联合国大使妮基·黑利在推特上表示：「安理会將會在26日上午舉行紧急会议。」[49]
- 中华人民共和国：中国外交部发言人耿爽11月26日在例行记者会上应询时称，“我们注意到有关报道。中方呼吁有关各方保持克制，防止事态升级，并通过对话协商方式，妥善解决分歧。”[50]

## 资料来源
- . www.ukrmilitary.com. Ukrainian Military Pages. 2018-11-25  [2018-11-25]. （原始内容存档于2018-11-25）.
- . www.radiosvoboda.org. Radio Liberty. 2018-11-26  [2018-11-26]. （原始内容存档于2019-09-09）.
- . defence-blog.com. Defence Blog. 2018-11-26  [2018-11-26]. （原始内容存档于2020-11-08）.

- Radio communication between the Russian leadership and border guard ships（页面存档备份，存于）
- Таран у Керченского моста / Ramming at the Kerch Bridge（页面存档备份，存于）